# Suzanne Shepherd
Suzanne Shepherd, nata Stern (Scranton, 31 ottobre 1934 – Garfield, 17 novembre 2023), è stata un'attrice e regista teatrale statunitense.

## Biografia
Membro fondatore dei Compass Players nei primi anni sessanta insieme ad Alan Alda e Alan Arkin, lavorò intensamente a teatro, sia come regista che come attrice, interpretando in modo particolare opere di Athol Fugard. Regista teatrale ed insegnante di recitazione, divenne un volto noto del grande schermo per aver interpretato la madre di Karen in Quei bravi ragazzi (Goodfellas), regia di Martin Scorsese (1990) e in tv per il ruolo ricorrente di Mary De Angelis, madre di Carmela ne I Soprano (The Sopranos) (2000-2007). Studiò recitazione con Sandy Meisner e in seguito iniziò l'insegnamento col metodo di Meisner (prima donna a farlo).

## Filmografia parziale

### Cinema
- Mystic Pizza, regia di Donald Petrie (1988)
- Quei bravi ragazzi (Goodfellas), regia di Martin Scorsese (1990)
- Bullet, regia di Julien Temple (1996)
- Mosche da bar (Trees Lounge), regia di Steve Buscemi (1996)
- Lolita, regia di Adrian Lyne (1997)
- Requiem for a Dream, regia di Darren Aronofsky (2000)
- 5 appuntamenti per farla innamorare (I Hate Valentine's Day), regia di Nia Vardalos (2009)

### Televisione
- I Soprano (The Sopranos) – serie TV, 20 episodi (2000-2007)
- Law & Order: Criminal Intent – serie TV, episodio 1x14 (2001)

## Doppiatrici italiane
Nelle versioni in italiano delle opere in cui ha recitato, Suzanne Shepherd è stata doppiato da:
- Miranda Bonansea in Bullet
- Gabriella Genta in Lolita
- Emanuela Amato ne I Soprano
- Manuela Massarenti in Law & Order: Criminal Intent
- Lorenza Biella in Blue Bloods